# ドネル・ボードマン
ドネル・ボードマン （Donnell W. Boardman、1913年 - 1994年11月17日）は、アメリカ合衆国の医師。

## 経歴
ニュージャージー州プレーンフィールド生まれ。1934年イェール大学で学位を受け、1939年コロンビア大学大学院医学研究科を修了、医学博士。
クエーカーであり、第二次世界大戦中良心的兵役拒否をし、アメリカ合衆国内務省と協力して、アリゾナ州とユタ州で日本人と日系アメリカ人の強制収容所の医務責任者を務めた。
同国のほとんどの医師が敬遠していた核実験による多数の被曝米兵の診療を行い、のちに若い医師のための核実験被害者診療の手引き書Radiation impact: Atoms to zygotes : low level radiation in the nuclear age Center for Atomic Radiation Studies, 1991（日本語版：肥田舜太郎訳『放射線の衝撃 低線量放射線の人間への影響(被曝者医療の手引き) アヒンサー』PKO法「雑則」を広める会、1992年）を著した。
社会運動家、低線量放射線影響の専門家、社会的責任を果たすための医師団（en:Physicians for Social Responsibility：PSR）創立メンバーとして活動した。原子力放射線研究センター(C.A.R.S)の副創立者、名誉理事長。